# Ванеса Карлтон
Ванеса Ли Карлтон (енгл. Vanessa Lee Carlton; Милфорд 16. август 1980) америчка је музичарка, певачица и текстописац. По завршетку школовања у Школи америчког балета, Ванеса је одлучила да пева по баровима и клубовима у Њујорку, док је похађала колеџ. Три месеца након снимања демоа са музичким продуцентом Петером Зизом, Ванеса је потписала уговор са издавачком кућом A&M. Почела је са снимањем албума, који у почетку није био успешан све док јој Рок Фаир, музички продуцент и аудио инжењер није помогао.
Ванесин дебитански сингл A Thousand Miles нашао се међу пет најбољих песама музичке листе Билборд хот 100, 2002. године. Њен први албум под називом Be Not Nobody добио је платинасти сертификат од стране Америчког удружења дискографских кућа. Наредни албуми Harmonium (2004) и Heroes & Thieves (2007) нису доживели велики комерцијални успех као први. Четврти студијски албум, Rabbits on the Run из 2011. године, Ванеса је објавила независно. Празнични ЕП под називом Hear the Bells in November певачица је објавила 2012. године, а свој пети студијски албум под називом Liberman, 23. октобра 2015. године.

## Живот и каријера

### Детињство и младост
Ванеса је рођена у Милфорду у Пенсилванији. Има брата Едмунда Еда Карлтона који је пилот и Хеиди Лиа, пијанисту и учитеља музичког. Њени млађи брат и сестра који су близанци зову се Гвен и Едмунд. Ванеса има јеврејско порекло са мајчине стране.
За музику је почела да се интересује у раној младости. Када је имала две године посетила је Дизниленд и свирала песму It's a Small World на клавијатурама, када је стигла кући, а подучавала ју је мајка. Упознала је класичну музику у раној младости, са девет година бавила се балетом, а 1994. године када је имала четрнаест година, уписала се у Школу америчког балета. Након завршетка школе, почела је да пева по локалним клубовима у родном месту, а на сцени се осећала угодно и динамично. За издавачку кућу A&M потписала је уговор 2001. године.

### Приватни живот
Као тинејџерка, Ванеса је боловала од депресије и развила анорексју након завршетка средње школе. Потражила је помоћ психолога и превазишла проблеме. Дана 19. јуна 2010. певачица се изјаснила као бисексуалка. У октобру 2013. године истакла је да очекује дете са вереником Џоном Маколијем. Пар се венчао у децембру 2013. године на церемонији коју је водио Стив Никс. Дана 26. јуна 2014. године Ванеса је на свом Фејсбук налогу написала да ће објављивање албума Liberman бити одложено јер очекује дете са својим супругом.

### 2002—2003: Почетак каријере и први албум
Ванеса се први пут срела са текстописцем и продуцентом Петером Зизом, а неколико месеци касније он ју је позвао у његов студио да сними демо песму. Три месеца након снимања демоа, Ванеса је потписала уговор са Џимијем Ловином и започела снимање првог студијског албума под називом Rinse. Албум никада није објављен, али је са њега неколико песама поново обрађено и убачено на Be Not Nobody, Ванесин први студијски албум. Песма Carnival поново је снимљена и названа Dark Carnival за видео игру SpyHunter 2. Остале песме које су требале да изађу на албуму Rinse су: Interlude (касније позната као A Thousand Miles), Rinse, Ordinary Days (касније именована као Ordinary Day), Twilight, Pretty Baby, All I Ask и Superhero. Од свих ових песама, само је првих пет укључено у њен албум Be Not Nobody, а остала демо издања са њених раних демо записа су Faces, Meggie Sue, Little Mary, Burden, Wonder, Devil Dance и Last Fall.
Због претходних неуспешних издања, Ванеса није била задовољна. Међутим, председник компаније A&M Рон Фаир, након што је чуо њен демо A Thousand Miles, организовао је сеансе за снимање, продуцирао и аранжирао ту песму. Песма је након тога постала хит, нашла се међу пет најбољих на листи Билборд хот 100, а за њу је Ванеса добила Греми номинације у категоријама „Издање године”, „Песма године” и „Инструментални аранжман пропраћен вокалом”.
Ванесин први студијски албум, Be Not Nobody објављен је 30. априла 2002. године преко издавачке куће A&M. Албум је дебитовао на петом месту листе Билборд 200, а продат је у више од 2 милиона примерака широм света.
Ванеса је објавила још два сингла, Ordinary Day и Pretty Baby. Након тога певачица је започела турнеју како би промовисала дебитански албум, 2002. године, а турнеју у Европи имала је 2003. године. Пре него што је објавила други студијски албум, сарађивала је са великим бројем музичара. Као вокалистикиња појавила се на песми Big Yellow Taxi, Каутинг Крокса, свирала је клавир на песми италијанског  певача Зуцера, за песму Indaco Dagli Occhi Del Cielo и била на вокалима на песми Moving On, Кимија Давсона, а она се нашла на његовом албуму .

### 2004—2005: Други албум и турнеје
Други албум Ванесе, под називом  објављен је 9. новембра 2004. године. Албум је дебитовао на тридесет и трећем месту Билборд 200 листе, а до фебруара 2006. године продат је у 150.000 примерака. Албум је продуцирао Стефан Џенкинс из рок бенда Third Eye Blind. Ванеса и Џенкинс упознали су се и започели везу средином 2002. године, када је она била члан његовог бенда, а заједно су били на турнејама. Након што је видео Ванесу како наступа уживо, Џенкинс је изразила жељу да јој продуцира музику, а како Ванеса наводи, обоје су имали исту визију око стварања албума. Џенкинс је помогао Ванеси да се заштити од притисака издавачких кућа које су желеле да утичу на процес снимања. Ванеса је истакла да издавачи нису били задовољни због ове њене одлуке у вези самосталног снимања песама за албум. Сингл White Houses објављен је на радио станицама крајем августа 2004. године и нашао се на осамдесет и шестом месту листе Билборд хот 100. МТВ је цензурисао, а касније и забранио спот овог сингла због контраверзног текста у песми који се односи на сексуални однос. Како би промовисала албум, Ванеса је одржала турнеју у Северној Америци, која је почела 21. октобра, а завршила се 21. новембра. Другу турнеју одржала је у периоду од 9. марта до 30. априла, а на њој су јој гостовали Кери Брадерс и Ари Хест. Ванеса је средином 2005. године напустила A&M Records, пошто је сматрала да ће јој неконформистички став створити проблеме у будућем раду. Након тога -{A&M Records} је поново желео да изда албум Harmonium, док је Ванеса сматрала да би сингл требало само боље промовисати. Током рада на реиздању сингла Harmonium, Ванеса је сарађивала са великим бројем музичара.

### 2006—2008:
У августу 2005. године Ванеса је истакла да ће са снимањем кренути наредног месеца, заједно са продуцентом Линдом Пери, са којом је сарађивала када су је директори компаније A&M Records упутили у студио да сними сингл за Harominum. Албум Heroes & Thieves објављен је 9. октобра 2007. године и добио је углавном позитивне критике. Албум је дебитовао на четрдесет и четвртој позицији америчке листе Билборд 200, а први албумски сингл био је Nolita Fairytale, који се нашао на двадесет и шестој позицији музичке листе . Како би промовисала албум, Ванеса је одржала турнеју, која је трајала од 2. до 24. новембра 2007. године. Други албумски сингл под називом Hands on Me пуштен је на радио станицама у фебруару 2008. године и досегао је до тридесете позиције Билбордове листе . Ванеса је снимила песму More than This у знак подршке људских права на Тибету. Дана 25. септембра 2008. године неколико музичара, укључујући Ванесу и научника кренули су на деветодневно путовање на Северни поларник. У име добротворне организације радили су заједно са истраживачима у сврху проучавања климатских промена. Ванеса је такође била део компаније ПЕТА, за контролу рађања животиња.

### 2009—2012:и
Ванесин четврти студијски албум под називом  објављен је 26. јула 2011. године под окриљем компаније Razor & Tie. Пре снимања албума, певачица није била сигурна да ли да снима још песама или да се фокусира на филм.  Изабрала је наслов „зечеви” енгл. rabbits, а а током стварања албума била је инспирисана књигом A Brief History of Time Стивена Хокинга и књигом Брежуљак Вотершип, Ричарда Адамса.. Квалитетан звук песама на албуму постигнут је директним снимањем на касету и продукцијом Стива Озборна. Први сингл под називом Carousel објављен је 3. маја.  Дана 19. септембра Ванеса је на свом Твитер профилу истакла да ће њен наредни сингл бити песма I Don't Want to Be a Bride, као и то да њена издавачка кућа неће продуцирати спот за ту песму. Спот за песму I Don't Want to Be a Bride објављен је 7. јуна 2012. године, а Ванеса га описује као најимпресивнији спот који који је направила. Дана 10. новембра 2012. године, Ванеса је на Твитер профилу најавила ЕП Hear the Bells, који се састоји од четири песме, од којих су две акустичне верзије Ванесиних песама Hear the Bells и A Thousand Miles.

### 2012—2017:и
Ванеса је најавила да се враћа у студио Real World како би започела рад на свом новом албуму, који је повезан са еуфоријом. Након тога је на Твитеру појаснила да „еуфорија” није назив новог албума нити је он још увек реализован. Крајем 2013 . године на малој турнеји, певачица је отпевала нове песме Willows, House Of Seven Swords, A Matter Of Time, Take It Easy и Unlock The Lock. Дана 28. фебруара 2014. године Ванеса је завршила песме за нови албум, који садржи десет трака, а назван је Liberman. Дана 11. априла 2014. године најављено је да се албум обрађује и да ће ускоро изаћи на тржиште. Током 2014. године певачица је имала летње турнеје преко пројекта Barefoot Wine Beach који је имао за циљ да подстакне људе да чисте и чувају плаже. У интервјуу за ЦБС, 11. јуна 2014. године,  Ванеса је открила да ће њен албум Liberman бити објављен 2015. године.
У априлу 2015. годне објављено је да је Ванеса потписала уговор са издавачком кућом Alone Records, како би објавила нови албум, у октобру 2015. године. Магазин Esquire представио је Ванесину песму Young Heart, а навели су да не очукују да ће она бити укључена у албум, али да ће бити објављена као сингл пре издања албума. Дана 15. јуна 2015. године певачица је објавила песму Blue Pool преко интернет магазина Blue Pool. Песма се нашла на ЕП-у Blue Pool, који је објављен 24. јула 2015. године, а такође и на новом албуму .
Дана 3. августа 2015. године, Southern Living објавио је премијерно спот за песму Blue Pool. У августу 2016. године, Ју-Ес-Еј тудеј премијерно је објавио видео песме Willows са текстом. Албум Liberman Live премијерно је објављен 21. октобра 2016. године и он се састоји од осам уживо трака које су снимљене на турнеји певачице у Нешвилу, Тенеси. Дана 17. фебруара 2017. године, Ванеса је објавила још једна уживо албум, назван Earlier Things Live, преко сопствене издавачке куће Victor Music label. Албум садржи шест песама које су објављене пре албума Liberman, а извођене су уживо током њене турнеје под назвом Liberman tour, која је трајала од 2015. до 2016. године.

### 2017—данас: Обраде песама, објављивање албума и деби на Бродвеју
Ванеса је током 2017. године извела песму под називом Love Is An Art и истакла да ће се тако звати њен наредни албум. За нови албум почела је да пише песме 25. децембра 2017. године. Дана 25. децембра 2018. Ванеса је објавила на свом Инстаграм профилу како посећује студио и ради на свом новом албуму. У марту 2018. певачица је почека да објављује једну обраду песме месечно, док је радила на свом шестом албуму. Прва од шест обрада које је објавила, била је Call Your Girlfriend певача Робина, а изашла је за дигитално преузимање 23. марта 2018. године. Друга обрада била је песма Dreams, а трећа Only Love Can Break Your Heart објављена је 18. маја 2018. године. Четврта песма под називом Little Bit of Rain објављена је 15. јуна 2018. године, а пета Needle in the Hay 20. јула 2018. године. Шеста и последња обрада под називом Lonely Girls објављена је 10. августа 2018. године.
У мају 2018. године Ванеса је на својој Инстаграм страници открила да ће добити улогу у позоришној представи. У јуну 2019. године глумила је на Бродвеју, у представи  Beautiful, коју је режирала Карол Кинг. Дана 27. марта 2020. године Ванеса је објавила албум Love Is An Art, у инди рок и инди поп жанру.

## Дискографија
- Be Not Nobody (2002)
- Harmonium (2004)
- Heroes & Thieves (2007)
- Rabbits on the Run (2011)
- Liberman (2015)
- Love Is an Art (2020)[73]